# Iwan Lwowitsch Arens

Jean Arens (Iwan Arens)

Iwan Lwowitsch Arens (russisch Ива́н (Жан) Льво́вич Аренс, auch bekannt als Jean Arens; * 1889 in Mława; † 11. Januar 1938 in Kommunarka bei Moskau) war ein sowjetischer Diplomat.

## Leben
Arens wurde in eine jüdische Familie im Gouvernement Płock geboren. Er war bereits jung politisch aktiv als Mitglied des Bunds. Nach der Oktoberrevolution war er seit 1921 Mitarbeiter des NKID (Volkskommissariat für Auswärtige Angelegenheiten) der Russischen Sozialistischen Föderativen Sowjetrepublik. Beim Attentat auf Worowski in Lausanne wurde er schwer verletzt. Ab 1923 war er Mitarbeiter der Russländischen Telegrafenagentur, von 1927 bis 1930 war er im Diplomatischen Dienst in Frankreich, danach in Kanada. 1935–1937 diente er als Generalkonsul der UdSSR in New York. Die Amerika-Reise von Ilf und Petrow kam maßgeblich dank ihm zustande, Arens plante ursprünglich selbst daran teilzunehmen. Am 6. Februar 1937 verließ er New York; er freute sich über die Rückkehr in die Heimat. Am 3. August 1937 wurde er verhaftet unter dem Vorwand der Spionage und konterrevolutionären Tätigkeit, am 4. Januar 1938 verurteilt und am 11. Januar auf dem Kommunarka-Poligon, einer Hinrichtungsstätte bei Moskau, erschossen. Er wurde in Butowo-Kommunarka beerdigt und im Dezember 1956 durch das Militärkollegium des Obersten Gerichts der UdSSR rehabilitiert.